# Apodynerus amandus
Apodynerus amandus är en stekelart som beskrevs av Gusenleitner 2002. Apodynerus amandus ingår i släktet Apodynerus och familjen Eumenidae. Inga underarter finns listade i Catalogue of Life.